# Рамсарська конвенція

Рамсарська конвенція про водно-болотні угіддя, що мають міжнародне значення, головним чином як середовища існування водоплавних птахів (англ. The Convention on Wetlands of International Importance, especially as Waterfowl Habitat) — міжнародна конвенція, що була підписана 1971 року в місті Рамсар, Іран. Надалі були внесені правки 1987 року в місті Реджайна, провінція Саскачеван, Канада.

## Сторони Конвенції
Станом на 2017 рік конвенцію підписали 169 країн:
Австралія, Австрія, Азербайджан, Албанія, Алжир, Андорра, Антигуа і Барбуда, Аргентина,
Багамські Острови, Бангладеш, Барбадос, Бахрейн, Беліз, Бельгія, Бенін, Білорусь, Болгарія, Болівія, Боснія і Герцеговина, Ботсвана, Бразилія, Буркіна-Фасо, Бурунді, Бутан,
В'єтнам, Велика Британія, Венесуела, Вірменія,
Габон, Гамбія, Гана, Гватемала, Гвінея, Гвінея-Бісау, Гондурас, Гренада, Греція, Грузія,
Данія, Джибуті, Домініканська Республіка,
Еквадор, Екваторіальна Гвінея, Сальвадор, Естонія,
Єгипет, Ємен,
Замбія, Зімбабве,
Ізраїль, Індія, Індонезія, Ірак, Іран, Ірландія, Ісландія, Іспанія, Італія,
Йорданія,
Кабо-Верде, Казахстан, Камбоджа, Камерун, Канада, Кенія, Киргизстан, Китай, Кіпр, Кірибаті, Колумбія, Коморські Острови, Конго, Корея, Коста-Рика, Кот-д'Івуар, Куба, Кувейт,
Лаос, Латвія, Лесото, Литва, Ліберія, Ліван, Лівія, Ліхтенштейн, Люксембург,
М'янма, Маврикій, Мавританія, Мадагаскар, Північна Македонія, Малаві, Малайзія, Малі, Мальта, Марокко, Маршаллові Острови, Мексика, Мозамбік, Молдова, Монако, Монголія,
Намібія, Непал, Нігер, Нігерія, Нідерланди, Нікарагуа, Німеччина, Нова Зеландія, Норвегія,
Об'єднані Арабські Емірати, Оман,
Пакистан, Палау, Панама, Папуа Нова Гвінея, Парагвай, Перу, Південно-Африканська Республіка, Польща, Португалія,
Російська Федерація, Руанда, Румунія,
Самоа, Сан-Томе і Принсіпі, Свазіленд, Сейшельські Острови, Сенегал, Сент-Люсія, Сербія, Сирія, Словаччина, Словенія, Судан, Суринам, США, Сьєрра-Леоне,
Таджикистан, Таїланд, Танзанія, Того, Тринідад і Тобаго, Туніс, Туреччина, Туркменістан,
Уганда, Угорщина, Узбекистан, Україна, Уругвай,
Фіджі, Філіппіни, Фінляндія, Франція,
Хорватія,
Центральноафриканська Республіка,
Чад, Чехія, Чилі, Чорногорія,
Швейцарія, Швеція, Шрі-Ланка,
Ямайка, Японія.

## Загальна характеристика
Рамсарська конвенція є першою глобальною угодою з охорони та збереження природних ресурсів. Її назва відображає початкову мету угоди − зберегти водно-болотні угіддя, як середовище для водоплавних птахів. Поступово мету Конвенції було розширено і зараз вона охоплює всі аспекти збереження та збалансованого використання водно-болотних екосистем, цінних для збереження біологічного різноманіття та забезпечення існування людини.
Мета конвенції — припинити втрати водно-болотних угідь та зберігати існуючі. Завданням конвенції є привернути увагу до проблем водно-болотних угідь та раціонального використання ресурсів.
Конвенція містить законодавчі норми щодо збереження водно-болотних угідь. Конвенцію підписали 156 країн — Договірних сторін Конвенції. Керівним органом Конвенції є Конференція Договірних сторін, яка проводить свої наради один раз на три роки.
Згідно із Конвенцією під водно-болотними угіддями розуміють райони маршів‚ боліт, драговин, торфовищ або водойм − природних або штучних‚ постійних або тимчасових‚ стоячих або проточних‚ прісних‚ солонкуватих або солоних‚ включаючи морські акваторії‚ глибина яких не перевищує шість метрів. У Конвенції водоплавними птахами визнаються птахи, які екологічно залежать від водно-болотних угідь. Для визначення угідь, які можуть бути заявлені до спеціального Переліку водно-болотних угідь міжнародного значення, розроблені критерії, серед яких: типовість та унікальність екосистем для біогеографічного регіону, цінність угіддя для підтримання біологічного різноманіття регіону, існування ендемічних, рідкісних і зникаючих видів рослин і тварин, місце регулярного перебування понад 20 тис. водних птахів, або важливе місце для нересту, нагулу і зимівлі місцевих видів риб тощо. Кожна країна — Договірна сторона Конвенції має заявити до Переліку водно-болотних угідь міжнародного значення принаймні одне своє угіддя і взяти його під охорону.
Внесення водно-болотного угіддя до Переліку накладає на договірні сторони певні зобов'язання щодо даних угідь. А саме, договірні сторони:
- Визначають та здійснюють своє планування таким чином, щоб сприяти захисту водно-болотних угідь та раціональному використанню водно-болотних угідь на своїх територіях (ст.3.1);
- Забезпечують якнайшвидше отримання інформації, якщо змінюється або може змінитись екологічний характер її водно-болотного угіддя, внесеного до Переліку, та передають таку інформацію до організації або Уряду, які відповідають за діяльність постійно діючого Бюро, вказаного у ст. 8 (ст. 3.2);
- Сприяють збереженню водно-болотних угідь і водоплавних птахів через створення природних резерватів на водно-болотних угіддях і забезпечують належний нагляд за ними (ст.4.1);
- Виключаючи угіддя з Переліку, договірна сторона повинна, наскільки це можливо, компенсувати виникаючу втрату ресурсу водно-болотного угіддя, і, зокрема, створити додаткові природні резервати для захисту водоплавних птахів;
- Заохочують дослідження і обмін даними і публікаціями, що стосуються водно-болотних угідь, їх флори і фауни (ст.4.3), управлінськими засобами збільшують чисельність водоплавних птахів (ст.4.4) та сприяють підготовці відповідних фахівців (ст.4.5).

На 2010 рік до Рамсарської конвенції приєдналося 160 країн світу. Сторони конвенції визначили 1674 водно-болотних об'єктів загальною площею понад 121 мільйонів гектарів для включення їх в Перелік об'єктів міжнародного значення.

## Україна та Рамсарська конвенція
29 жовтня 1996 р. після схвалення Верховною Радою відповідного закону, Україна поновила своє членство з часів СРСР. Нині[коли?] Україна є стороною Рамсарської конвенції та згідно з її положеннями сама визначає (на основі критеріїв, визначених Конвенцією) на своїй території водно-болотні угіддя, придатні для внесення до «Списку водно-болотних угідь міжнародного значення» (Рамсарський список), готує їх описи і надсилає для розгляду і затвердження до Секретаріату Рамсарської конвенції.
На виконання зобов'язань України в рамках Рамсарської конвенції Кабінет Міністрів України постановою «Про заходи щодо охорони водно-болотних угідь, які мають міжнародне значення» (№ 935 від 23.11.1995 р.) затвердив перелік з 22 водно-болотних угідь України міжнародного значення загальною площею 650 тис. га. В 1998 р. Бюро Рамсарської конвенції включило ці угіддя до офіційного Переліку рамсарських угідь. Так було започатковано формування в Україні мережі водно-болотних угідь міжнародного значення.
Слід зазначити, що офіційна дата приєднання України до Рамсарської конвенції − 1 грудня 1991 р. Це пов'язано з тим, що ще у 1975 р. (за часів СРСР) статус водно-болотних угідь міжнародного значення було надано чотирьом ВБУ України (Ягорлицька затока, Тендрівська затока, Каркінітська затока і Дунайські плавні) загальною площею 211 тис. га. 29 жовтня 1996 р. Верховна Рада України постановила визнати Україну правонаступницею СРСР щодо участі в Рамсарській конвенції. У 2002 р. з метою реалізації положень Закону України «Про участь України в Конвенції про водно-болотні угіддя, що мають міжнародне значення, головним чином як середовища існування водоплавних птахів» (1996 р.) постановою Кабінету Міністрів України був затверджений «Порядок надання водно-болотним угіддям статусу водно-болотних угідь міжнародного значення». Цей Порядок визначив процедуру надання водно-болотним угіддям статусу міжнародного значення відповідно до критеріїв Рамсарської конвенції. Він також передбачає, що на всі водно-болотні угіддя міжнародного значення складаються паспорти, забезпечується установлення спеціальних знаків на їх межах, а межі наносяться на плани та карти відповідних земельних ділянок .
Сьомою нарадою Конференції договірних сторін Рамсарської конвенції, що відбулася в 1999 р. у м. Сан-Хосе (Коста-Рика), було заплановано до 2005 р. збільшити кількість водно-болотних угідь міжнародного значення, внесених до Рамсарського переліку, вдвічі (до 2 тисяч). Реалізовуючи рішення Конференції, Мінприроди України спільно з Чорноморською програмою Ветландс Інтернешнл в 2003 р. підготувало інформаційні описи 11 водно-болотних угідь, які були направлені до Бюро Рамсарської конвенції з метою надання їм статусу водно-болотних угідь міжнародного значення.
На даний момент, мережа ВБУ міжнародного значення в Україні нараховує 39 водно-болотних угіддя загальною площею 786 321 га.